# Pensaments mortals
Pensaments mortals (títol original: Mortal Thoughts) és una pel·lícula estatunidenca dirigida per Alan Rudolph, estrenada l'any 1991. Ha estat doblada al català.

## Argument
Una jove mare de família cridada a testificar en el marc d'un homicidi perpetrat per la seva millor amiga no para de desconcentrar els dos inspectors encarregats de l'afer.

## Repartiment
- Demi Moore: Cynthia Kellogg
- Glenne Headly: Joyce Urbanski
- Bruce Willis: James Urbanski
- John Pankow: Arthur Kellogg
- Harvey Keitel: L'inspector John Woods
- Billie Neal: L'inspector Linda Nealon
- Frank Vincent: Dominic
- Christopher Scotellaro: Joey
- Karen Shallo: Gloria
- Kelly Cinnante: Cookie
- Star Jasper: Lauren
- Larry Attile: Sidney Levitt

## Al voltant de la pel·lícula
- Robin Wright va ser preseleccionada pel paper de Cynthia Kellogg.[3]
- Bruce Willis i Glenne Headly tornaran de nou junts sota la batuta de Alan Rudolph a Breakfast of Champions estrenada l'any 1999.
- "L'introspectiu, enigmàtic i líder de la modernitat que acaba Rudolph abandona barroquismes i, lliure de vells atavismes, proposa un thriller dels de sempre (o gairebé). Ni rastre de la seva obra anterior. Tot és prosa"[4]